# Trần Kiết Tường
Trần Kiết Tường (1924-1999) là một nhạc sĩ người Việt. Ông là tác giả của ca khúc nổi tiếng "Hồ Chí Minh đẹp nhất tên Người".

## Tiểu sử
Trần Kiết Tường sinh ngày 10 tháng 2 năm 1924 tại làng Thới Thạnh, tổng Thới Bảo, quận Ô Môn, tỉnh Cần Thơ (ngày nay thuộc thành phố Cần Thơ). Trần Kiết Tường đã tiếp xúc với các bài hát và dân ca Nam Bộ từ lúc còn nhỏ và ông cũng thừa nhận "Mình thích nhất tiếng hát ầu ơ ở quê mình". Trần Kiết Tường cũng bộc lộ ham thích âm nhạc rất sớm, từ năm 12 tuổi ông đã mày mò học chơi đàn kìm, đàn mandolin với những khúc nhạc cổ như Bình bán vắn, Tây Thi. Vì gia cảnh, Trần Kiết Tường phải rời quê hương để tìm sinh kế, năm hai mươi tuổi ông sang Phnôm Pênh, Campuchia là nghề dạy học.
Những ca khúc đầu tay của Trần Kiết Tường ra đời trong kháng chiến chống Pháp, trong đó có những nhạc phẩm được nhiều người biết đến như "Chiến sĩ vô danh" (1948 - phổ thơ Xuân Thanh), "Anh Ba Hưng" (1950). Sau khi hiệp định Genève được ký kết (1954), Trần Kiết Tường tập kết ra miền Bắc. Trong đại hội thành lập Ban Nhạc Vũ Trung ương (nay là Hội Nhạc sĩ Việt Nam) năm 1957, Trần Kiết Tường là một trong số 9 nhạc sĩ miền Nam tham gia đại hội này.
Trần Kiết Tường là một nhạc sĩ sáng tác hăng say và là tác giả của nhiều ca khúc nổi tiếng, trong số đó nổi bật nhất là ca khúc "Hồ Chí Minh đẹp nhất tên người". Ca khúc này đã được ca sĩ Quốc Hương hát cho chủ tịch Hồ Chí Minh nghe lần đầu tiên tại Phủ Chủ tịch. Nhiều nhạc phẩm của Trần Kiết Tường mang đậm ảnh hưởng của dân ca, có ý kiến đã ví ông là "con ong bền bỉ hút nhụy hoa của dân ca, của đất đai, của sông núi vào tâm hồn mình". Vì những đóng góp của mình, Trần Kiết Tường đã được trao tặng Giải thưởng Nhà nước về Văn học Nghệ thuật.
Về cuối đời, nhạc sĩ Trần Kiết Tường lâm trọng bệnh, sức khỏe suy giảm và phải đi lại bằng xe lăn; tuy nhiên ông vẫn lạc quan yêu đời và vẫn tiếp tục sáng tác. Ông qua đời ngày 29 tháng 10 năm 1999, hưởng thọ 75 tuổi.

## Tác phẩm tiêu biểu
- Anh Ba Hưng
- Áo bà ba
- Bốn bánh xe tôi lăn
- Cánh tay miền Nam trên đất Bắc
- Bánh xe lăn
- Quê hương ơi ta sẽ về
- Hồ Chí Minh đẹp nhất tên Người
- Em đi chơi thuyền
- Mimosa

## Gia đình
Nhạc sĩ Trần Kiết Tường lập gia đình với bà Trần Tố Linh (1925-2008), một Việt kiều Campuchia và là một thợ may áo bà ba. Hai người gặp nhau và kết hôn lúc nhạc sĩ qua Campuchia dạy học. Khi nhạc sĩ Trần Kiết Tường tập kết ra Bắc, bà Trần Tố Linh và các con ở lại miền Nam. Tuy nhiên đến năm 1957 bà cùng các con rời miền Nam sang Campuchia nhằm tìm đường ra Bắc, và nhân dịp chính Việt Nam Dân chủ Cộng hòa thiết lập quan hệ ngoại giao với Campuchia (1958), bà Tố Linh cùng 12 phụ nữ đồng cảnh ngộ được đưa từ thủ đô Phnôm Pênh sang Hà Nội để đoàn tụ gia đình.
Nhạc sĩ Trần Kiết Tường và bà Trần Tố Linh có với nhau hai mặt con. Người con gái đầu là bà Trần Thanh Thảo, giảng viên môn dương cầm của Nhạc viện Thành phố Hồ Chí Minh và là mẹ của nghệ sĩ dương cầm Huệ Hương. Người con trai là ca sĩ Trần Thanh Bình.

## Câu nói tiêu biểu
| “                  | Tôi sống lạc quan và yêu đời. Nghệ thuật thì vô cùng, đời người thì ngắn ngủi. Chẳng có ai hài lòng với những gì đã đạt được. Đó cũng là điều dễ hiểu. Bởi, nếu ai đó hài lòng thì coi như đã... hết. Cuộc sống sôi động và hấp dẫn. Do đó, nhạc sĩ không được sáng tác những gì mà chính anh không có cảm xúc. | ” |
| — Trần Kiết Tường, | |   |